# Peleteria ruficornis
Peleteria ruficornis là một loài ruồi trong họ Tachinidae.